# ATP Challenger Sumter
Das ATP Challenger Sumter (offizieller Name: Serve First Open) ist ein seit 2025 stattfindendes Tennisturnier in Sumter, Vereinigte Staaten. Es ist Teil der ATP Challenger Tour und wird im Freien auf Hartplatz ausgetragen.

## Liste der Sieger

### Einzel
| Jahr | Sieger          | Finalgegner             | Ergebnis         |
| ---- | --------------- | ----------------------- | ---------------- |
| 2025 | Mattia Bellucci | Alexander Schewtschenko | 7:65, 3:1 aufgg. |

### Doppel
| Jahr | Sieger                      | Finalgegner                                  | Ergebnis  |
| ---- | --------------------------- | -------------------------------------------- | --------- |
| 2025 | Ryan Seggerman Patrik Trhac | N. Sriram Balaji Rithvik Choudary Bollipalli | 6:4, 7:63 |